# SIN JAPAN
合同会社SIN JAPAN（しんじゃぱん、英：SIN JAPAN LLC）は、神奈川県愛甲郡愛川町に本社を置く日本の合同会社である。2024年1月5日に設立され、軽貨物運送事業、一般貨物運送事業、AI資金調達事業、オフショア法人設立支援事業、IT導入補助金支援事業を主要事業とする。
同社はオフショア法人設立と口座開設支援に対応し、2025年にはAI審査型資金調達プラットフォーム「SIN JAPAN PAY」を正式ローンチした。また、NASDAQ上場企業Payoneerとの業務提携や軽貨物運送事業への本格参入など、急速な事業領域の拡大を図っている。

## 沿革
- 2024年1月5日 - 合同会社SIN JAPANが設立される[7]
- 2025年4月 - 多角展開ビジネス支援モデルを正式発表[8]
- 2025年5月 - AI審査型「SIN JAPAN PAY」を正式ローンチ[9]
- 2025年5月 - Payoneerとの国際送金インフラ連携を開始[10]
- 2025年5月 - 軽貨物運送事業に直営体制で本格参入[11]

## 事業内容

### オフショア法人設立支援
同社は海外法人設立と口座開設の支援サービスを提供しており、タックスヘイブンでの法人設立にも対応している。このサービスは中小企業の海外展開のハードルを下げることを目的としている。

### AI資金調達サービス
2025年5月に正式ローンチした「SIN JAPAN PAY」は、請求書不要でAI審査による即日資金提供を特徴とする資金調達プラットフォームである。従来の資金調達手法とは異なるアプローチを採用している。

### 物流DX・軽貨物事業・一般貨物事業
同社は物流分野においてDX（デジタルトランスフォーメーション）を推進し、AIマッチングと自社運行による「断らない物流」を掲げている。2025年5月から軽貨物運送事業に直営体制で本格参入した。

## 提携
2025年5月、アメリカのNASDAQ上場企業であるPayoneerとの業務提携を締結し、国際送金インフラの連携を開始した。この提携により国際送金コストの削減を図っている。

## 組織
- 代表者：大谷和哉[11]
- 所在地：神奈川県愛甲郡愛川町中津7287[13]
- 法人番号：2021003014009[1]